# Regeringen Hákun Djurhuus
Hákun Djurhuus' regering var Færøernes regering fra 4. januar 1963 til 12. januar 1967. Den bestod af Fólkaflokkurin, Tjóðveldisflokkurin og Sjálvstýrisflokkurin, og havde desuden parlamentær støtte fra Framburðsflokkurin. Den er senere blevet kendt som "Selvstyreregeringen". Foruden lagmanden Hákun Djurhuus, bestod regeringen af tre ministre, to fra Tjóðveldisflokkurin og én (som også var vicelagmand) fra Sjálvstýrisflokkurin.
|                                         | Minister              | Parti | Fra            | Til             |
| --------------------------------------- | --------------------- | ----- | -------------- | --------------- |
| Lagmand                                 | Hákun Djurhuus        | FF    | 4. januar 1963 | 12. januar 1967 |
| Vicelagmand                             | Niels Winther Poulsen | SF    | 4. januar 1963 | 12. januar 1967 |
| Ministerium                             | Minister              | Parti | Fra            | Til             |
| Finans-, fiskeri- og justitsministeriet | Erlendur Patursson    | TF    | 4. januar 1963 | 12. januar 1967 |
| Industri- og landbrugsministeriet       | Karsten Hoydal        | TF    | 4. januar 1963 | 12. januar 1967 |
| Kommunal-, kultur- og skoleministeriet  | Niels Winther Poulsen | SF    | 4. januar 1963 | 12. januar 1967 |